# Järv
Järv (Gulo gulo) är ett rovdjur i familjen mårddjur och den enda arten i släktet Gulo.

## Utseende

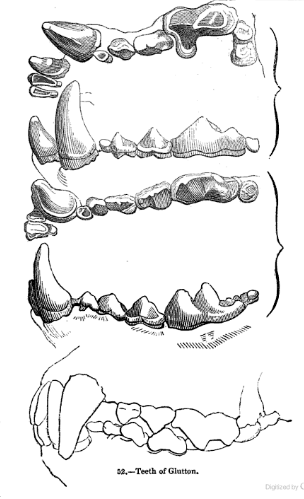
Järvens tänder.

Vuxna individer blir 65–105 centimeter långa och därtill kommer en 13–26 centimeter lång svans. Den vuxna honan väger 9–11 kg och hanen 14–16 kg. Kroppen är ganska kort och relativt kraftig med tjocka ben. Arten påminner därför mer om en liten björn än om ett mårddjur. De främre extremiteterna är något större än de bakre och alla fötter är utrustade med kraftiga klor som delvis är indragbara.
Huvudet är förhållandevis stort (skallens bredd går upp till 8,5 cm) med en kort och trubbig nos. Ögonen är små och öronen är jämförelsevis korta och avrundade samt täckta av tjock päls. Svansen är kort och yvig.
Järven har samma tandformel som mårdar (Martes), I 3/3 C 1/1 P 4/4 M 1/2, alltså 38 tänder. Däremot är järvens tänder större och kraftigare än mårdarnas tänder och saxen (se rovdjurstand) är effektivare. Därför kan den bryta ben av större byten som medelstora hovdjur och skära frusna kadaver.
Den tjocka pälsen är mestadels mörkbrun till svart med något ljusare eller rödaktiga strimmor längs sidorna. Oftast bildar de ljusare håren kring nosen och ögonen en ansiktsmask. Pälsen består av en 2 till 3 cm lång underull som täcks av 6 till 10 cm långa hår. Håren vid svansen kan vara 15 till 20 cm långa.

## Systematik och utbredning

### Evolution
Enligt Kurtén och Anderson utvecklades järven ur släktet Plesiogulo som levde under miocen och pliocen. Plesiogulo skilde sig för 7,0 till 6,5 miljoner år sedan från släktet Martes. De äldsta fossilen som med säkerhet klassificeras i släktet Gulo är cirka 1,45 miljoner år gamla och tillhör arten Gulo schlosseri som anses vara järvens direkta anfader.

### Taxonomi
Linné som beskrev arten 1758 antog att den europeiska populationen är ett annat djur än den amerikanska populationen. Den förstnämnda placerade han i släktet Mustela med artepitet gulo, den andra klassificerade han som björn med det vetenskapliga namnet Ursus luscus. Peter Simon Pallas etablerade 1780 släktnamnet Gulo för den sibiriska populationen och senare fastställdes att alla populationer tillhör samma art.
Järvens släktskap till de övriga mårddjuren är inte helt utredd. Den placeras ibland (till exempel av McKenna & Bell, 1997) i en egen underfamilj, Guloninae. I andra avhandlingar som i standardverket Mammal Species of the World räknas arten till underfamiljen Mustelinae. Vissa molekylärgenetiska studier tyder till och med på att arten tillhör släktet mårdar (Martes).

### Utbredning
Järven har en cirkumpolär utbredning på norra halvklotet. Utbredningsområdet i Eurasien sträcker sig från Skandinaviska halvön (med undantag av de sydligaste delarna) över Finland till östligaste Ryssland. Söderut når arten till norra Mongoliet och nordöstra Kina (Heilongjiang, Xinjiang, Inre Mongoliet). I Nordamerika förekommer järven ungefär från 50:e breddgraden norrut till tundran. I Klippiga bergen och andra bergsregioner i västra USA når arten längre söderut fram till Kalifornien.

### Underarter
Vanligen skiljs mellan sex underarter:
- Gulo gulo gulo (Linnaeus, 1758) – förekommer från norra Skandinavien till Sibirien.
- G. g. albus (Kerr, 1702) – förekommer i Kamtjatka.
- G. g. katschemakensis (Matschie, 1918) – förekommer i Alaska.
- G. g. luscus (Linnaeus, 1758) – förekommer vid Hudson Bay och angränsande delar av Nordamerika.
- G. g. luteus (Elliot, 1904) – förekommer i Kalifornien.
- G. g. vancouverensis (Goldman, 1935) – förekommer främst på Vancouver Island.

Vissa auktoriteter (Hall 1981) har kategoriserat det amerikanska beståndet som den egna arten Gulo luscus men mer sentida studier behandlar dem som underarter.

### Förekomst i Sverige
I Sverige förekommer arten i fjällkedjan från nordvästra Dalarna och norrut och utanför fjällkedjan förekommer mindre men växande populationer i skogslandet, utöver långvandrande individer även med föryngringar i norra Värmland, sydvästra och nordöstra Dalarna, södra Jämtland/Härjedalen, i nordvästra och nordligaste Hälsingland och i där angränsande Medelpad.

## Ekologi

### Habitat
Järvens huvudsakliga habitat utgörs av skog, buskskog, tundra och gräsmark i bergsregioner.

### Socialt beteende
Utanför parningstiden lever varje individ ensam. Enligt studier från Nordamerika är hannarnas revir i regioner med mycket bra tillgång till föda i genomsnitt 70 km² stort, medan territoriet i områden som är fattiga på byten kan vara 530 km² stort. Samma värden för honor är 70 km² respektive 390 km².
Reviren av samma och olika kön överlappar vanligen varandra, och markeringar med körtelvätska och urin görs bara för att känna igen området men inte för att visa anspråk. Honor i arktiska regioner i Nordamerika visar tendensen att inte tolerera andra honor i reviret. I Skandinavien är revirhävdandet däremot mycket utpräglat.

### Föda
Järven är en utpräglad asätare, och den snyltar kadavret från andra rovdjur som lodjur, björnar eller vargar. Vid Norra ishavet hämtar den även kadaver av valross, andra sälar samt valar. Det som blir kvar när järven ätit gräver den ned efter att ha sprejat den med illaluktande sekret. Vintertid jagar järven bland annat smågnagare, harar, skogshöns, och vid optimal skarsnö ren och mycket sällsynt älgar.  Järven dödar sina bytesdjur med ett kraftigt nackbett. Järven anfaller större djur vid extrema snöförhållanden genom att hoppa upp på bytets rygg och sedan försöka bita i nacken men ofta blir storleken på bytesdjuret ett problem och djuren dör inte på en gång. Järvens fördel på vintern är att den inte sjunker ner i snön utan tar sig lätt fram i motsats till sina större bytesdjur som till exempel ren.
Dess föda under sommaren skiljer sig från vinterns och då ingår även ägg och bär. När den har dålig tillgång på föda kan den till och med äta rötter.

### Fortplantning
Järvar parar sig från april till augusti med en ökad aktivitet i juni. Järvar har en fördröjd fosterutveckling, varför ungarna (valparna) inte föds förrän i februari året därpå. Den egentliga dräktigheten varar bara 30 till 40 dagar. Kullen utgörs av en till fem valpar som väger ungefär 95 gram. Valparna avvänjas efter åtta till tio veckor, och de jagar fram till hösten tillsammans med modern innan de letar efter ett eget revir.
De nyfödda järvarna har i lyan vit päls som efterhand ersätts med brun. Efter ungefär ett år är de lika stora som vuxna djur och de är då svåra att särskilja. Könsmogna blir de först efter två till tre år, men vanligen sker den första parningen vid tre-fyra års ålder. Järvar kan bli upp till arton år gamla i fångenskap men i vilt tillstånd sannolikt sex till tio år.

## Järven och människan

### Status och hot

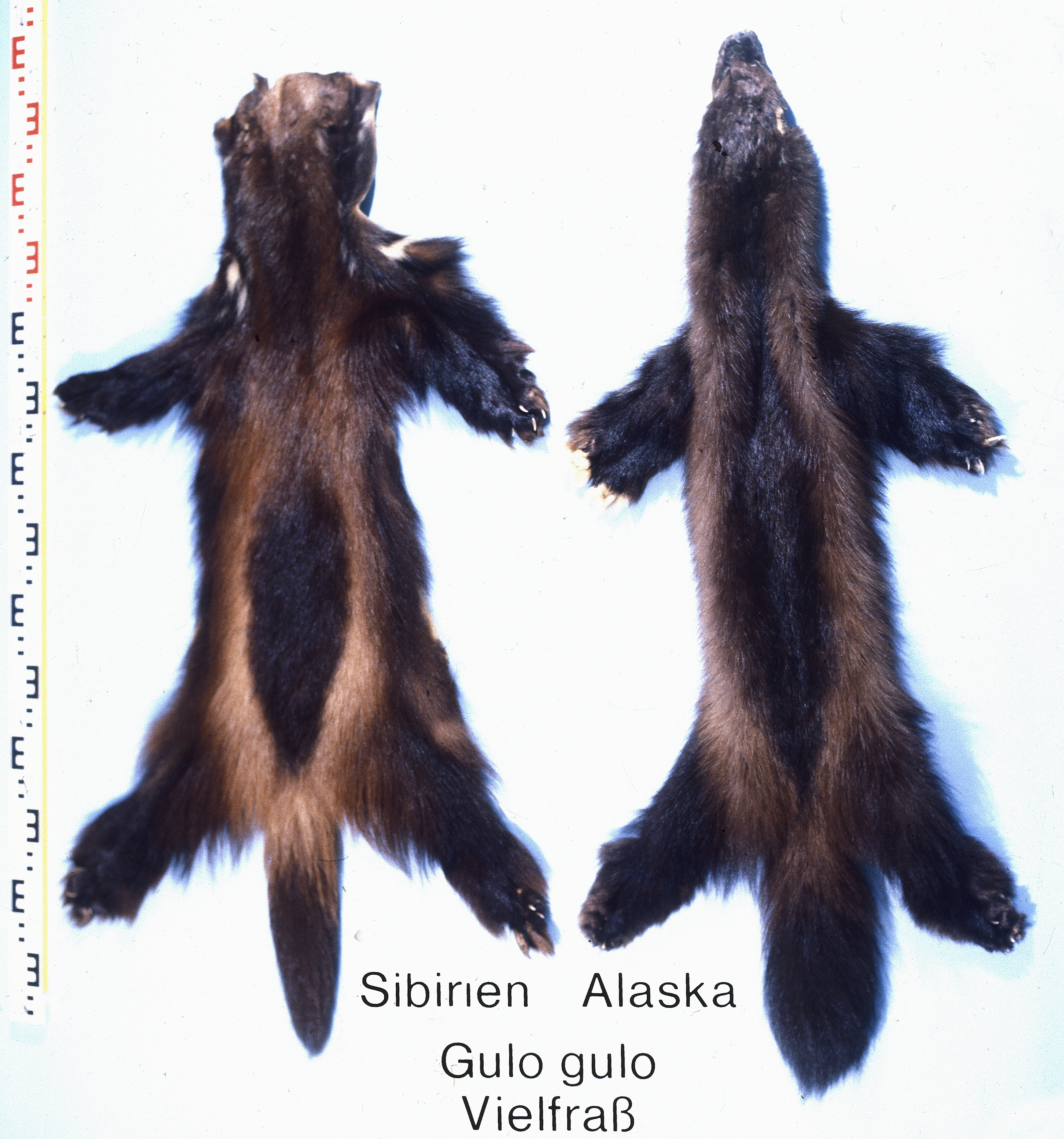
Järvens päls.

Jakt på järven för pälsens skull förekommer i Nordamerika i mindre utsträckning. Pälsen används främst för kläder av den arktiska ursprungsbefolkningen och den hade vid början av 1990-talet ett genomsnittligt pris på $235. Arten blev även ökänd när den uppsökte jägarnas eller renskötarnas stugor för att lämna sin illaluktande körtelvätska. Den globala populationen av järv bedöms inte som hotad och kategoriseras av IUCN som livskraftig (LC) Dock är många lokala bestånd hotade. I februari 2013 föreslog United States Fish and Wildlife Service att den amerikanska populationen ska skyddas enligt Endangered Species Act på grund av att den globala uppvärmningen reducerar vinterhabitaten i de norra delarna av Klippiga bergen.

#### Status i Skandinavien
Svenska staten erbjöd skottpengar för järv fram till dess den fredades 1969. Beståndet var under en period starkt hotat (EN) så för att rädda beståndet togs ett åtgärdsprogram fram av Naturvårdsverket. Efter fridlysningen i Sverige 1969  har det svenska beståndet sakta återhämtat sig. Enligt en uppskattning från 2010 finns i Sverige cirka 600 individer och populationen kategoriseras som sårbar (VU). I Norge registrerades mellan 2006 och 2008 omkring 360 övervintrande järvar. I Finland uppskattades beståndet till cirka 150 individer.

### Etymologi
Namnet järv utvecklades liksom namnet järpe från ett urnordiskt adjektiv som beskriver ett enhetligt brunfärgat djur. Förr kallades järven även filfras eller fjällfras, vilket betyder fjällkatt. Det fornnordiska namnet lever kvar i förvanskad (folketymologisk) form i tyskan, Vielfraß, vilket betyder storätare. Det vetenskapliga namnet gulo kommer från latinets ord för frossare (gulosus).

### Järven som symbol
Vapensköldarna för både den norska kommunen Bardu och den finska kommunen Kittilä, innehåller bilden av en järv. Båda kommunerna ligger norr om polcirkeln.

Bardus vapensköld
Kittiläs vapensköld

Michigan Wolverines, som är ett förbund av 27 idrottslag som är kopplade till University of Michigan, har en järv som maskot. Hela delstaten har en nära relation till rovdjuret, därför är Michigan känt under smeknamnet "Wolverine State". Järven utgör under namnet "Willie Wolverine" lyckodjuret för delstaten, men som officiellt "landskapsdjur" (State Game Mammal) används sedan 1997 vitsvanshjorten.